# Sasha Son
Dmitrij Šavrov (rusky Дмитрий Шавров, litevsky Dmitrijus Šavrovas; * 18. září 1983 Vilnius), známější pod pseudonymy Sasha Son nebo Sasha Song, je litevský zpěvák a skladatel. V roce 2009 reprezentoval Litvu na Eurovision Song Contest v Moskvě, kde s písní „Love“ obsadil 23. místo.

## Biografie

### Počátky

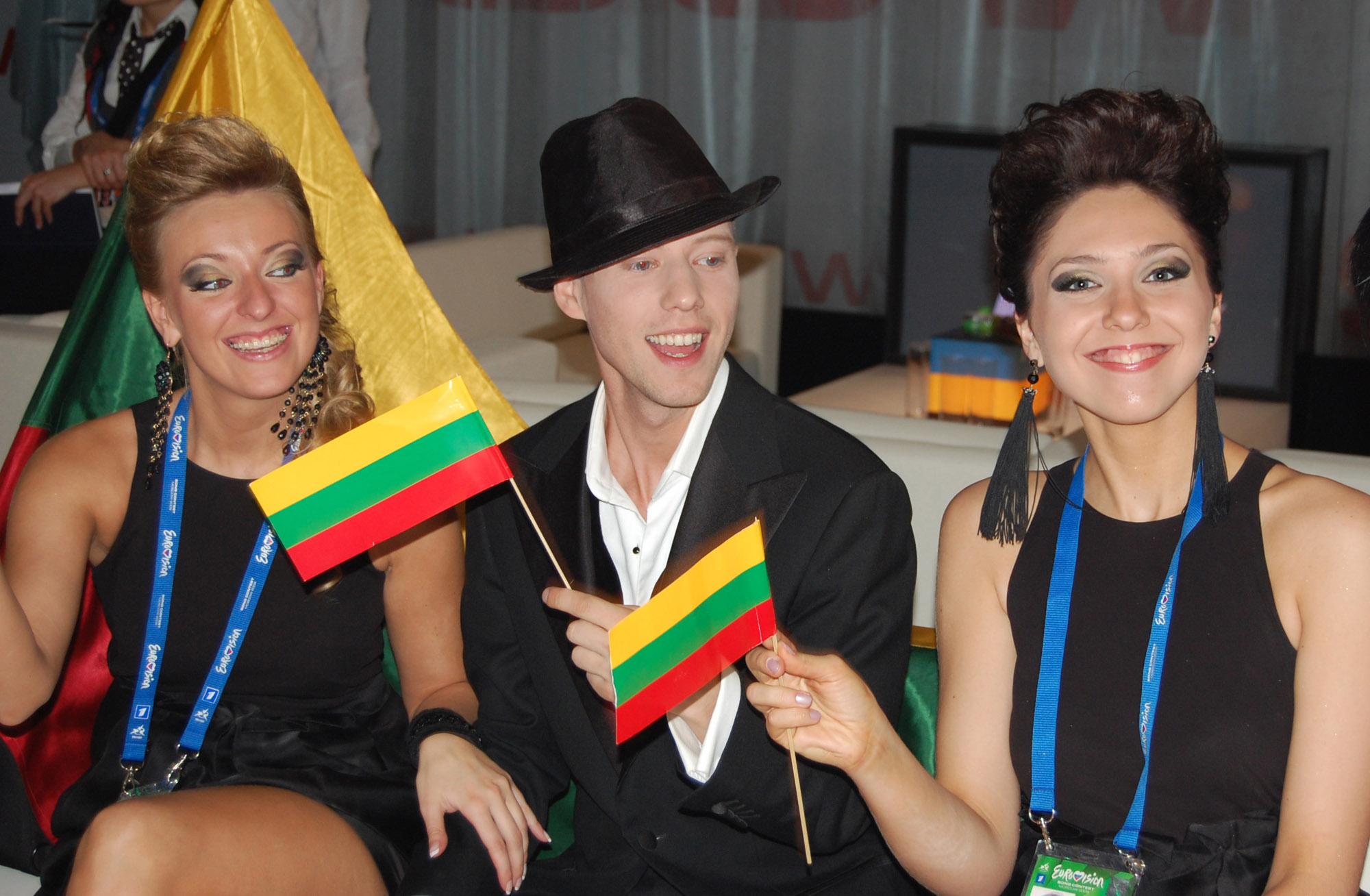
Sasha Son na Eurovizi 2009

Šavrov začínal v deseti letech coby dětská hvězda; jeho singl „Mama“ se stal jedním z nejpopulárnějších litevských hitů. Jako malý chlapec získal ocenění Bravo a vydal debutové album Svajonių Laivas. Ve věku 15 let se odstěhoval do Velké Británie, kde dokončil své hudební vzdělání.
V roce 2005 se vrátil do Litvy a začal pracovat na své kariéře. O dva roky později se se skupinou U-Soul poprvé zúčastnil národního kola do Eurovize, nedostal se však do finálové části. V roce 2008 se zúčastnil reality-show Muzikos Akademija, v níž obsadil třetí místo, a znovu se pokusil o úspěch v Eurovizi – v národním výběru skončil také třetí.

### Eurovision Song Contest 2009
S písní „Pasiklydęs Žmogus“ se na počátku roku 2009 zúčastnil národního kola do Eurovize, tentokrát zvítězil a v květnu reprezentoval Litvu v Moskvě s anglickou verzí singlu „Love“.  Ve druhém semifinále získal deváté postupové místo a ve finále skončil 23. se ziskem 23 bodů.
Druhé album Dima Šavrovas vyšlo v roce 2010. V letech 2010 a 2011 se Sasha Son opět zúčastnil národního kola do Eurovize, poprvé v duetu „Say Yes To Life“ se zpěvačkou Norou (5. místo), podruhé se dvěma singly – „Best Friends“ (duet s Donnym Montellem); 10. místo) a „The Slogan Of Our Nation“ (7. místo).